# Nikmaraš
Nikmaraš (cyr. Никмараш) – wieś w Czarnogórze, w gminie Tuzi. W 2011 roku liczyła 10 mieszkańców.